# Veracruzgärdsmyg
Veracruzgärdsmyg (Campylorhynchus rufinucha) är en fågel i familjen gärdsmygar inom ordningen tättingar.

## Utseende och läte
Veracruzgärdsmygen är en stor gärdsmyg. Vingar och stjärt är kraftigt tvärbandade. Ryggen är roströd, liksom i en fläck i nacken. Sången är mycket ljudlig, en serie med olika nasala och visslade toner med hårdare partier inblandade, ofta avgivna av flera individer samtidigt. 

## Utbredning och systematik
Veracruzgärdsmygen förekommer i låglänta områden i östra Mexiko (Veracruz och angränsande Oaxaca). Den behandlas som monotypisk, det vill säga att den inte delas in i några underarter.
Tidigare behandlades kastanjeryggig gärdsmyg (C. capistratus) och rostnackad gärdsmyg (C. humilis) som en del av rufinucha, under det svenska namnet rostnackad gärdsmyg.

## Levnadssätt
Veracruzgärdsmygen hittas i halvtorra buskiga miljöer. Den ses oftast i smågrupper.

## Status
Arten har ett rätt stort utbredningsområde och beståndet anses stabilt. Internationella naturvårdsunionen IUCN listar den därför som livskraftig (LC).